# AArch64
Az AArch64 vagy ARM64 az ARM architektúra család 64 bites kiterjesztése, az ARMv8 utasításkészlet-architektúra 64 bites végrehajtási állapota.

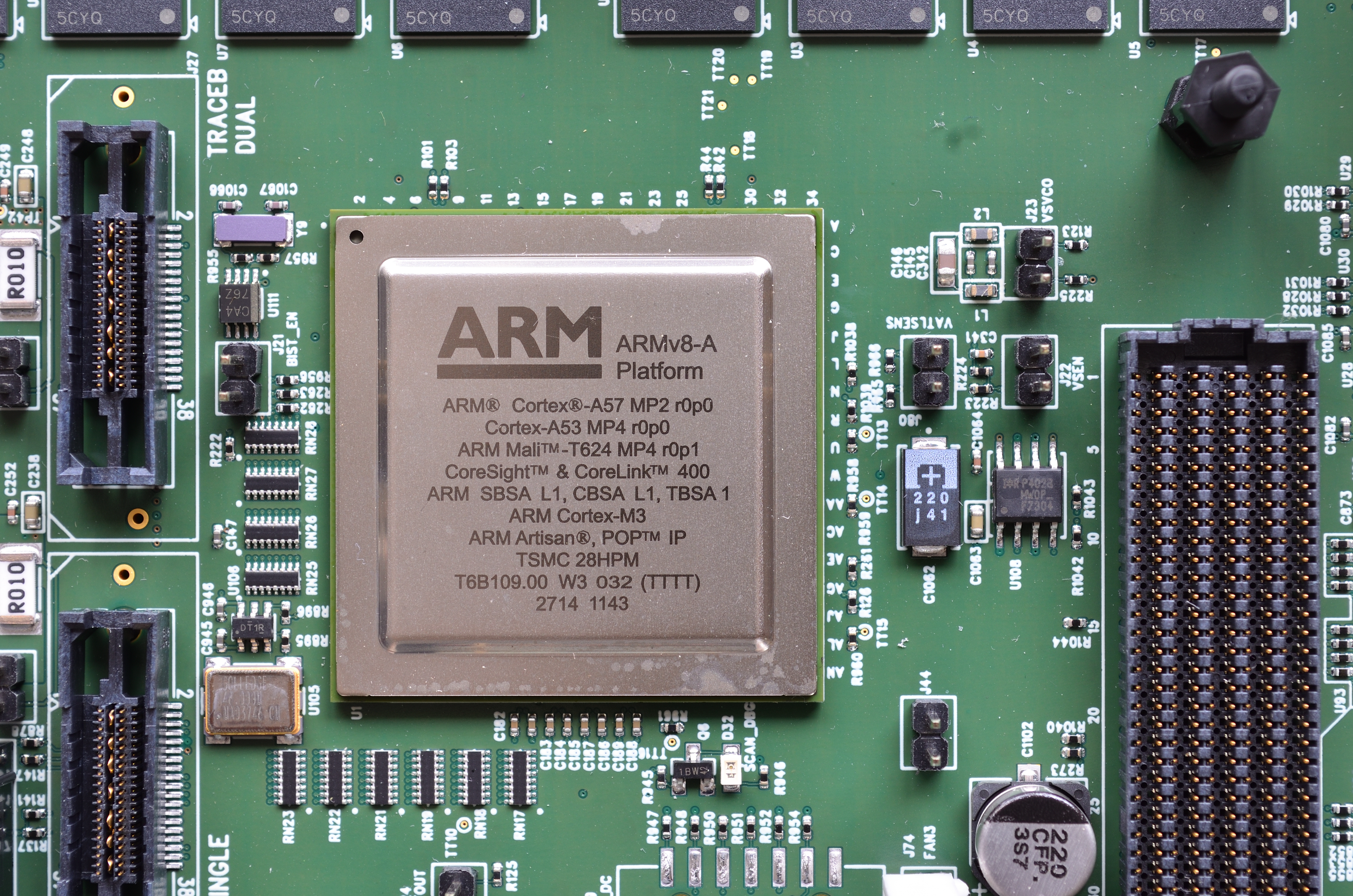
Armv8-A platform Cortex-A57/A53 MPCore big.LITTLE CPU csippel

Elsőként az ARMv8-A architektúrával együtt mutatták be. Az architektúrához az ARM minden évben új kierjesztést ad ki.

## ARMv8.x és ARMv9.x kiterjesztések és jellemzőik
A 2011. októberében bejelentett ARMv8-A alapvető változást jelent az ARM architektúrában.
Ebben jelent meg az új opcionális 64 bites „AArch64” elnevezésű végrehajtási mód és a hozzá tartozó új „A64” utasításkészlet.
Az AArch64 felhasználói tér-beli kompatibilitást biztosít a meglévő 32 bites architektúrával („AArch32” / ARMv7-A) és utasításkészlettel („A32”).
A 32/16 bites Thumb utasításkészletet „T32”-nek nevezik, és nincs 64 bites megfelelője.
Az ARMv8-A lehetővé teszi a 32 bites alkalmazások futtatását 64 bites operációs környezetben, és a 32 bites programfuttatást egy 64 bites hypervisor felügyelete alatt.
Az ARM 2012. október 30-án jelentette be a Cortex-A53 és a Cortex-A57 magokat. Az Apple volt az első, amely ARMv8-A kompatibilis magot alkalmazott (Cyclone) egy fogyasztói termékben (iPhone 5S).
Az ARMv8-A rendszert az AppliedMicro félvezetőgyártó demonstrálta elsőként egy FPGA-n.
A Samsung a Galaxy Note 4-be épített először ARMv8-A típusú SoC-t, ez a 2014-ben megjelent Exynos 5433 rendszercsip, amely két, négy Cortex-A57 és négy Cortex-A53 magból álló klasztert tartalmaz big.LITTLE konfigurációban, de ez csak AArch32 módban működik.
Az ARM az ARMv8-A-tól kezdve kötelezővé tette a VFPv3/v4 és fejlett SIMD (Neon) használatát mind az AArch32, mind az AArch64 architektúrákban, valamint újabb utasításokat adott az AES, SHA-1/SHA-256 és véges testek feletti aritmetikát támogató készlethez.

### Elnevezési konvenciók
- 64 + 32 bites
  - Architektúra: AArch64
  - Specifikáció: ARMv8-A
  - Utasításkészletek: A64 + A32
  - Utótagok: v8-A
- 32 + 16 bites (Thumb)
  - Architektúra: AArch32
  - Specifikáció: ARMv8-R / ARMv7-A
  - Utasításkészletek: A32 + T32
  - Utótagok: -A32 / -R / v7-A
  - Példa: ARMv8-R, Cortex-A32[8]

### Az AArch64 jellemzői
- Új utasításkészlet, A64
  - 31 általános célú 64 bites regiszterrel rendelkezik.
  - Dedikált nulla (zr) és veremmutató (sp) regiszter.
  - A programszámláló (pc) regiszter már közvetlenül nem elérhető.
  - Az utasítások mindig 32 bitesek, és többnyire megegyeznek az A32-beliekkel (az LDM/STM regiszterbetöltő-tároló utasítások, a PUSH/POP és a feltételes végrehajtású utasítások – néhány kivételtől eltekintve – megszűntek).
    - Páros betöltő/tároló utasításokkal rendelkezik (LDM/STM helyett LDP/STP).
    - A legtöbb utasításhoz nincs feltételes végrehajtás (predication), kivéve az elágazásokat.

  - A legtöbb utasítás 32 vagy 64 bites argumentumokat kaphat.
  - A címeket 64 bitesként kezeli.
- Továbbfejlesztett SIMD (Neon)
  - Külön 32 db. 128 bites regiszterrel rendelkezik (korábban 16), amelyek a VFPv4-ben is elérhetőek.
  - Támogatja a dupla pontosságú lebegőpontos formátumot.
  - Teljesen IEEE 754 kompatibilis.
  - Új kriptográfiai utasítások (AES, SHA-1, SHA-256 számításához) és polinom-szorzás.
- Új kivételkezelő rendszer
  - Kevesebb bankolt regiszter és üzemmód.
- Memória-címfordítás 48 bites virtuális címekről a létező Large Physical Address Extension (LPAE) alapján, amelyet úgy terveztek, hogy könnyen bővíthető legyen 64 bitesre.

Kiterjesztés: Adatgyűjtési tipp (ARMv8.0-DGH, data gathering hint utasítás)
Az AArch64-et az ARMv8-A architektúra-kiadásban vezették be, és az ARMv8-A későbbi verziói is tartalmazzák. Választható elemként az ARMv8-R-ben is bevezették, miután az ARMv8-A-ban megjelent; az ARMv8-M nem tartalmazza.

#### Utasításformátumok
Az A64 utasítások csoportokba vannak szervezve, ezek kiválasztására szolgálnak a fő műveleti kódrész 25–28. bitjei.
| típus                                  | bit | bit   | bit   | bit   | bit   | bit   | bit   | bit   | bit   | bit   | bit   | bit   | bit   | bit   | bit   | bit   | bit                      | bit                      | bit                      | bit                      | bit                      | bit                      | bit                      | bit                      | bit                      | bit                      | bit                      | bit                      | bit                      | bit                      | bit                      | bit                      |
| típus                                  | 31  | 30    | 29    | 28    | 27    | 26    | 25    | 24    | 23    | 22    | 21    | 20    | 19    | 18    | 17    | 16    | 15                       | 14                       | 13                       | 12                       | 11                       | 10                       | 9                        | 8                        | 7                        | 6                        | 5                        | 4                        | 3                        | 2                        | 1                        | 0                        |
| -------------------------------------- | --- | ----- | ----- | ----- | ----- | ----- | ----- | ----- | ----- | ----- | ----- | ----- | ----- | ----- | ----- | ----- | ------------------------ | ------------------------ | ------------------------ | ------------------------ | ------------------------ | ------------------------ | ------------------------ | ------------------------ | ------------------------ | ------------------------ | ------------------------ | ------------------------ | ------------------------ | ------------------------ | ------------------------ | ------------------------ |
| Fenntartott                            | op0 | op0   | op0   | 0000  | 0000  | 0000  | 0000  | op1   | op1   | op1   | op1   | op1   | op1   | op1   | op1   | op1   | közvetlen állandó 16 bit | közvetlen állandó 16 bit | közvetlen állandó 16 bit | közvetlen állandó 16 bit | közvetlen állandó 16 bit | közvetlen állandó 16 bit | közvetlen állandó 16 bit | közvetlen állandó 16 bit | közvetlen állandó 16 bit | közvetlen állandó 16 bit | közvetlen állandó 16 bit | közvetlen állandó 16 bit | közvetlen állandó 16 bit | közvetlen állandó 16 bit | közvetlen állandó 16 bit | közvetlen állandó 16 bit |
| Nem kiosztott                          |     |       |       | 0001  | 0001  | 0001  | 0001  |       |       |       |       |       |       |       |       |       |                          |                          |                          |                          |                          |                          |                          |                          |                          |                          |                          |                          |                          |                          |                          |                          |
| SVE utasítások                         |     |       |       | 0010  | 0010  | 0010  | 0010  |       |       |       |       |       |       |       |       |       |                          |                          |                          |                          |                          |                          |                          |                          |                          |                          |                          |                          |                          |                          |                          |                          |
| Nem kiosztott                          |     |       |       | 0011  | 0011  | 0011  | 0011  |       |       |       |       |       |       |       |       |       |                          |                          |                          |                          |                          |                          |                          |                          |                          |                          |                          |                          |                          |                          |                          |                          |
| Adatfeldolgozás – közvetlen PC-relatív | op  | immlo | immlo | 10000 | 10000 | 10000 | 10000 | 10000 | immhi | immhi | immhi | immhi | immhi | immhi | immhi | immhi | immhi                    | immhi                    | immhi                    | immhi                    | immhi                    | immhi                    | immhi                    | immhi                    | immhi                    | immhi                    | immhi                    | Rd                       | Rd                       | Rd                       | Rd                       | Rd                       |
| Adatfeldolgozás – közvetlen egyéb      | sf  |       |       | 100   | 100   | 100   | 01-11 | 01-11 |       |       |       |       |       |       |       |       |                          |                          |                          |                          |                          |                          |                          |                          |                          |                          |                          | Rd                       | Rd                       | Rd                       | Rd                       | Rd                       |
| Elágazások + Rendszerutasítások        | op0 | op0   | op0   | 101   | 101   | 101   | op1   | op1   | op1   | op1   | op1   | op1   | op1   | op1   | op1   | op1   | op1                      | op1                      | op1                      | op1                      |                          |                          |                          |                          |                          |                          |                          | op2                      | op2                      | op2                      | op2                      | op2                      |
| Betöltő és tároló utasítások           | op0 | op0   | op0   | op0   | 1     | op1   | 0     | op2   | op2   |       | op3   | op3   | op3   | op3   | op3   | op3   |                          |                          |                          |                          | op4                      | op4                      |                          |                          |                          |                          |                          |                          |                          |                          |                          |                          |
| Adatfeldolgozás – regiszter            | sf  | op0   |       | op1   | 101   | 101   | 101   | op2   | op2   | op2   | op2   |       |       |       |       |       | op3                      | op3                      | op3                      | op3                      | op3                      | op3                      |                          |                          |                          |                          |                          |                          |                          |                          |                          |                          |
| Adatfeldolgozás – Lebegőpontos és SIMD | op0 | op0   | op0   | op0   | 111   | 111   | 111   | op1   | op1   | op2   | op2   | op2   | op2   | op3   | op3   | op3   | op3                      | op3                      | op3                      | op3                      | op3                      | op3                      |                          |                          |                          |                          |                          |                          |                          |                          |                          |                          |

- immlo: közvetlen érték alacsony része
- immhi: közvetlen érték magas része

### ARMv8.1-A
2014 decemberében jelentették be az ARMv8.1-A kiegészítést, amely „a v8.0-hoz képest többletelőnyöket” nyújt.
A fejlesztések két kategóriába sorolhatók: az utasításkészlet módosításai, valamint a kivételmodell és a memóriafordítás módosításai.
Az utasításkészlet fejlesztései a következők voltak:
- AArch64 atomi olvasó-író utasítások készlete.
- Az AArch32 és az AArch64 Advanced SIMD utasításkészletének kiegészítései, amelyek lehetővé tesznek bizonyos könyvtári optimalizálási lehetőségeket:
  - Signed Saturating Rounding Doubling Multiply Accumulate returning High Half (SQRDMLAH utasítás, előjeles telített kerekítés kétszerező szorzás-összeadás, magas fél visszaadása)
  - Signed Saturating Rounding Doubling Multiply Subtract returning High Half (SQRDMLSH, előjeles telített kerekítés kétszerező szorzás-kivonás, magas fél visszaadása)
  - Az utasítások vektor és skalár paramétereket kaphatnak.
- AArch64 betöltő és tároló utasítások készlete, amely a memória hozzáférési sorrendjét konfigurálható címtartományokra korlátozva biztosíthatja.
- A v8.0-ban opcionális CRC utasítások az ARMv8.1-ban kötelezővé váltak.

A kivételmodell és a memóriafordítási rendszer fejlesztései a következők voltak:
- Egy új Privileged Access Never (PAN) állapotbit olyan vezérlést biztosít, amely szabályozza a felhasználói adatokhoz történő kiváltságos hozzáférést.
- Megnövelt VMID-tartomány a virtualizációhoz; nagyobb számú virtuális gép támogatása.
- A laptábla-hozzáférési jelző hardveres frissítésének opcionális támogatása és egy opcionális, hardveresen frissített, piszkos bit mechanizmus szabványosítása.
- A Virtualization Host Extensions (VHE). Ezek a kiterjesztések javítják a 2-es típusú hipervizorok teljesítményét, csökkentve a gazdagép és a vendég operációs rendszer közötti váltás során felmerülő szoftverterhelést. A kiterjesztések lehetővé teszik, hogy a gazda operációs rendszer EL2-n fusson, ne EL1-en, lényeges módosítás nélkül.
- Mechanizmus, amely felszabadít néhány fordítótábla bitet az operációs rendszer számára, mikor az operációs rendszernek nincs szüksége a hardver támogatására.
- A felső bájt figyelmen kívül hagyása memóriacímkézéshez.[10]

### ARMv8.2-A
2016 januárjában jelentették be az ARMv8.2-A-t. Benne a fejlesztések négy kategóriába sorolhatók:
- Választható félpontos lebegőpontos adatfeldolgozás (a félpontos formátum eddig csak tárolási formátumként volt támogatva, a feldolgozásban nem)
- Memóriamodell fejlesztések
- A megbízhatósági, rendelkezésre állási és szervizelhetőségi bővítmény (RAS bővítmény)  bevezetése
- A statisztikai profilozás bevezetése

#### Scalable Vector Extension (SVE)
A Scalable Vector Extension (SVE) az ARMv8.2-A és újabb architektúrák opcionális kiterjesztése, amelyet kifejezetten a nagy teljesítményű számítástechnikában előforduló tudományos munkafolyamatok vektorizálásához fejlesztettek ki.
A specifikáció lehetővé teszi a 128 és 2048 bit közötti változó vektorhosszúságok megvalósítását. A kiterjesztés kiegészíti a NEON bővítményeket, és nem helyettesíti azokat.
Egy 512 bites SVE-változatot már megvalósítottak a Fugaku szuperszámítógépen a Fujitsu A64FX ARM processzor  segítségével.
Ez a világ legnagyobb teljesítményű szuperszámítógépének szerepére pályázott, „teljes körű működését” 2021 körülre tervezték.
Egy rugalmasabb változatát, a 2x256 SVE-t az AWS Graviton3 ARM processzorban valósították meg.
Az SVE-t támogatja a GCC fordító: a GCC 8-ban megjelent az automatikus vektorizálás a GCC 10-ben pedig a C intrinsic függvények támogatása.
2020 júliusától az LLVM és a clang is támogatja a C és az IR intrinsic függvényeket.
Az ARM saját LLVM forkja szintén támogatja az automatikus vektorizálást.

### ARMv8.3-A
2016 októberében jelentették be az ARMv8.3-A-t. Ebben a fejlesztések hat kategóriába sorolhatók:
- Mutató hitelesítés[18] (csak AARch64); kötelező kiterjesztése (új blokkrejtjel, a QARMA[19] alapján) az architektúrára (a fordítóknak ki kell használniuk a biztonsági funkciót, de mivel az utasítások NOP térben vannak, visszafelé kompatibilisek, bár nem nyújtanak extra biztonságot a régebbi chipeken).
- Beágyazott virtualizáció (csak AARch64)
- Fejlett SIMD komplex számok támogatása (AArch64 és AArch32); pl. 90 fokos elforgatások.
- Új FJCVTZS utasítás (lebegőpontos JavaScript konvertálás előjeles fixpontosra, nulla felé kerekítéssel).[20]
- Változás a memória konzisztenciamodelljében (csak AARch64); a C++11/C11 (nem alapértelmezett) gyengébb RCpc (Release Consistent processor consistent) modelljének támogatására (az alapértelmezett C++11/C11 konzisztenciamodellt már az előző ARMv8 is támogatta).
- Azonosító mechanizmus támogatása nagyobb, rendszer által látható gyorsítótárak számára (AArch64 és AArch32)

Az ARMv8.3-A architektúrát a GCC fordító a 7. verziótól kezdve támogatja.

### ARMv8.4-A
2017 novemberében jelentették be az ARMv8.4-A-t. A fejlesztések áttekintése:
- SHA3 / SHA512 / SM3 / SM4 kriptográfiai bővítmények
- Továbbfejlesztett virtualizációs támogatás
- Memóriaparticionálás és -felügyelet (MPAM) képességek
- Új Secure EL2 állapot és aktivitásfigyelők
- Előjeles és előjel nélküli egész skaláris szorzat (SDOT és UDOT) utasítások.

### ARMv8.5-A és ARMv9.0-A[25]
2018 szeptemberében jelentették be az ARMv8.5-A-t. A fejlesztések az alábbiak:
- Memóriacímkéző kiterjesztés (Memory Tagging Extension, MTE)[28]
- Branch Target Indicators (BTI) utasítás, végrehajtási védelem céljaira a kódban.
- Véletlenszám-generátor utasítások – „különböző nemzeti és nemzetközi szabványoknak megfelelő determinisztikus és valódi véletlen számok biztosítása”

2019. augusztus 2-án a Google bejelentette, hogy Android operációs rendszerében bevezeti a Memory Tagging Extension (MTE, memóriacímkéző kiterjesztés) bővítményt.
2021 márciusában jelentették be az ARMv9-A-t. Az ARMv9-A alapját az ARMv8.5 összes szolgáltatása képezi.
Az ARMv9-A kiegészítései:
- Scalable Vector Extension 2 (SVE2). Az SVE2 az SVE skálázható vektorizálására épít a megnövelt finomszemcsés adatszintű párhuzamosság (DLP) érdekében, így több munkavégzést tesz lehetővé utasításonként. Az SVE2 célja, hogy ezeket az előnyöket a szoftverek szélesebb körébe hozza, beleértve a DSP-t és a multimédiás SIMD kódot, amelyek jelenleg NEON-t használnak.[33] Az LLVM / Clang 9.0 és a GCC 10.0 fejlesztői kódok frissítéseibe bekerült az SVE2 támogatás.[33][34]
- Tranzakciós memória kiterjesztés (TME). Az x86-os Transactional Synchronization Extensions kiterjesztéseket követően a TME támogatja a hardveres tranzakciós memóriát (HTM) és a Transactional Lock Elision (TLE) mechanizmust. A TME célja a méretezhető párhuzamosság létrehozása a durvaszemcsés szálszintű párhuzamosság (TLP) növelése érdekében, hogy több munkavégzést tegyen lehetővé szálanként.[33] Az LLVM / Clang 9.0 és GCC 10.0 fejlesztői kódokat frissítették a TME támogatásához.[34]
- Confidential Compute Architecture (CCA, bizalmas számítási architektúra)[35][36]

### ARMv8.6-A és ARMv9.1-A[25]
2019 szeptemberében jelentették be az ARMv8.6-A-t. Ebben a fejlesztések a következők:
- Általános mátrixszorzás (GEMM)
- A bfloat16 formátum támogatása
- SIMD mátrixkezelő utasítások, BFDOT, BFMMLA, BFMLAL és BFCVT
- fejlesztések a virtualizáció, a rendszerfelügyelet és a biztonság terén
- és a következő kiterjesztések (ezeket az LLVM 11 már támogatta[38]):
  - Továbbfejlesztett számlálóvirtualizáció (Enhanced Counter Virtualization, ARMv8.6-ECV)
  - Finomszemcsés csapdák (Fine-Grained Traps, ARMv8.6-FGT)
  - Aktivitásmonitorok virtualizációja (ARMv8.6-AMU)

Például finomszemcsés csapdák, Wait-for-Event (WFE) utasítások, EnhancedPAC2 és FPAC. Az SVE és a NEON bfloat16 bővítményei elsősorban a mélytanulásban való felhasználásra szolgálnak.

### ARMv8.7-A és ARMv9.2-A[25]
2020 szeptemberében jelentették be az ARMv8.7-A-t. Fontosabb fejlesztései a következők:
- Scalable Matrix Extension (SME) (csak ARMv9.2).[41] Az SME új funkciókat ad a mátrixok hatékony feldolgozásához, mint például:
  - Mátrix csempe tárolás
  - Gyors mátrixtranszponálás
  - Csempevektorok betöltése/tárolása/beszúrása/kivonása
  - SVE vektorok mátrix külső szorzata
  - Streaming módú SVE
- Továbbfejlesztett támogatás a PCIe hot plughoz (AArch64)
- Atomi 64 bájtos betöltés és tárolás a gyorsítókhoz (AArch64)
- Wait For Instruction (WFI) és Wait For Event (WFE) utasítások időtúllépéssel (AArch64)
- Branch-Record felvétel (csak ARMv9.2)

### ARMv8.8-A és ARMv9.3-A[25]
2021 szeptemberében jelentették be az ARMv8.8-A és ARMv9.3-A verziót. Fejlesztései az alábbiak:
- Nem maszkolható megszakítások (AArch64)
- Utasítások a memcpy() és memset() típusú műveletek optimalizálásához (AArch64)
- A PAC továbbfejlesztései (AArch64)
- Súgóval segített (hinted) feltételes elágazások (AArch64)

Az LLVM 15 támogatja az ARMv8.8-A és ARMv9.3-A utasításkészleteket.

### ARMv8.9-A és ARMv9.4-A
2022 szeptemberében jelentették be az ARMv8.9-A és ARMv9.4-A verziókat, az alábbi jellemzőkkel:
- A Virtual Memory System Architecture (VMSA) továbbfejlesztései
  - Engedélyközvetítés és átfedések
  - Translation hardening: címfordító táblák biztonságának növelése, behatolás elleni védelem erősítése céljából
  - 128 bites fordítótáblák (csak ARMv9)
- Scalable Matrix Extension 2 (SME2) (csak ARMv9)
  - Többvektoros utasítások
  - Többvektoros predikátumok
  - 2b/4b súlytömörítés (pl. neurális hálózatokban alkalmazott technika)
  - 1b bináris hálózatok
  - Tartomány előzetes lehívása
- Guarded Control Stack (GCS) (csak ARMv9)
- Bizalmas számítástechnika
  - Memóriatitkosítási környezetek
  - Eszköz-hozzárendelés

## Armv8-R (valós idejű architektúra)
Az Armv8-R profilt opcionális AArch64 támogatással bővítették; az első Arm mag, amely ezt megvalósítja Cortex-R82.
Ez lehetővé teszi az A64 utasításkészlet használatát, kisebb változtatásokkal a memóriakorlát-utasításokban (fence?).

## Fordítás
Ez a szócikk részben vagy egészben  az   AArch64 című angol Wikipédia-szócikk ezen változatának fordításán alapul.  Az eredeti cikk szerkesztőit annak laptörténete sorolja fel. Ez a jelzés csupán a megfogalmazás eredetét és a szerzői jogokat jelzi, nem szolgál a cikkben szereplő információk forrásmegjelöléseként.